# CBC News Network
CBC News Network è un canale televisivo all-news canadese appartenente alla CBC. In Canada raggiunge 10 milioni di case attraverso la televisione satellitare e la televisione via cavo. Possiede una versione in lingua francese chiamato Réseau de l'information e una versione in alta definizione.
Questo è terzo il canale televisivo all-news più vecchio del mondo, mentre il primo è la statunitense CNN e il secondo è il britannico Sky News.